# Artur Maximilian von Bylandt-Rheidt

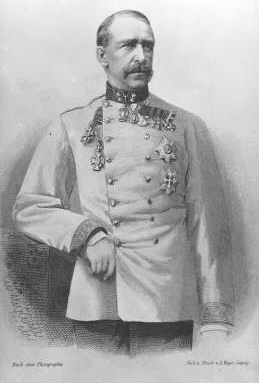
Bylandt-Rheidt, Artur Maximilian Graf

Artur Maximilian von Bylandt-Rheidt (* 3. Mai 1821 in Wien; † 21. Februar 1891 ebenda) war ein österreichischer Feldzeugmeister und zwischen 1876 und 1888 Reichskriegsminister.

## Herkunft
Er entstammt der Offiziersfamilie Bylandt-Rheidt. Seine Eltern waren der österreichische Offizier Ferdinand von Bylandt-Rheidt (* 11. Januar 1796; † 26. November 1862) und dessen Ehefrau Adelheid von Mikusch und Buchberg (* 26. August 1798; † 24. Juni 1877).

## Leben
Er trat 1837 als Militärkadett in ein Regiment des Heeres ein und nahm 1848 bis 1849 an der Niederschlagung der Aufstände in Ungarn teil sowie 1859 am Sardinischen Krieg.
1864 wurde er zunächst Präsident des Artilleriekomitees in der Feldartille-riedirektion, ehe er 1866 nach dem Rückzug der Nordarmee Adlatus der Feldartilleriedirektion wurde. 1869 erfolgte seine Beförderung zum Generalmajor sowie die Ernennung zum Präsidenten des Technischen und Administrativen Militärkomitees der Landstreitkräfte. In dieser Funktion wurde er 1874 zum Feldmarschallleutnant befördert.
Am 20. Juni 1876 wurde er Reichskriegsminister und erwarb sich in dieser Funktion große Verdienste bei der Umgestaltung der Landstreitkräfte sowie besonders der Artillerie.
Am 21. August 1876 gehörte er in dieser Funktion auch zu den Teilnehmern der Eröffnungsfeiern zur Reichsbrücke.
1882 wurde er auch Feldzeugmeister. Während seiner bis zum 16. März 1888 dauernden Amtszeit kam es zur Erhöhung des Militärhaushalts von 100 auf 117 Mill. Gulden sowie zur Erhöhung der Dienstpflicht um zehn Jahre durch das Landsturmgesetz. Neben einer Vereinfachung der inneren Verwaltung des Heeres erfolgte auch eine Erhöhung des Wehrsolds sowie der Pensionen. Außerdem begann durch ihn die Einführung der durch Ferdinand Mannlicher entwickelten Waffen. Bylandt-Rheidt, der für die Beibehaltung einer einheitlichen Sprache in der Armee eintrat, war andererseits ein Gegner der Dezentralisierung des Militäreisenbahnwesens.
Am 17. März 1888 wurde Artur Reichsgraf Bylandt-Rheidt auf eigenen Wunsch in den Ruhestand versetzt. Die letzten Lebensjahre verbrachte er, schwer leidend, teils in Wien (Praterstraße 66, Wien-Leopoldstadt), teils in Vöslau und Baden.  Er wurde am Hietzinger Friedhof bestattet.

## Familie
Er heiratete am 27. Januar 1852 in Prag die Gräfin Maria Anna von Harbuval und Chamare (* 25. August 1832; † 8. September 1912). Das Paar hatte mehrere Kinder:
- Maria (* 5. Oktober 1852; † 11. Dezember 1919) ⚭ 1872 Emanuel von Waldstein (* 21. März 1840; † 13. November 1894)
- Anton (* 22. Mai 1859; † 30. Dezember 1943) ⚭ 1897 Johanna Lexa von Aehrenthal (* 16. Dezember 1869; † 2. Januar 1939)
- Artur (3. Februar 1854; † 5. Juli 1915), Politiker, Ackerbau- als auch Innenminister ⚭ 1883 Franziska von Saint-Genois (* 6. November 1854; † 6. Dezember 1929)
- Eugen (* 28. April 1866; † 5. Dezember 1914)

## Veröffentlichungen
Bylandt-Rheidt war auch Verfasser zahlreicher militärischer Fachbücher wie:
- Schießen und Werfen aus Feld- und Gebirgskanonen, 1872
- Der indirekte Schuss mit Hohlgeschossen, 1874
- Wirkung und Gebrauch der k. k. österreichischen Feld- und Gebirgsgeschütze, 1878

## Auszeichnungen, Ehrungen
- Orden der Eisernen Krone zweiter Klasse, 1. Februar 1870[1]
- Wirklicher Geheimer Rat, 20. Juni 1876[1]
- Orden der Eisernen Krone erster Klasse, 20. Dezember 1876[1]
- Großkreuz des Leopold-Ordens, 19. Oktober 1878[1]
- Ritter des Ordens vom Goldenen Vlies, 25. April 1887[1]
- Großkreuz des Stephansordens, 1888[1]